# QIX (hydrologie)

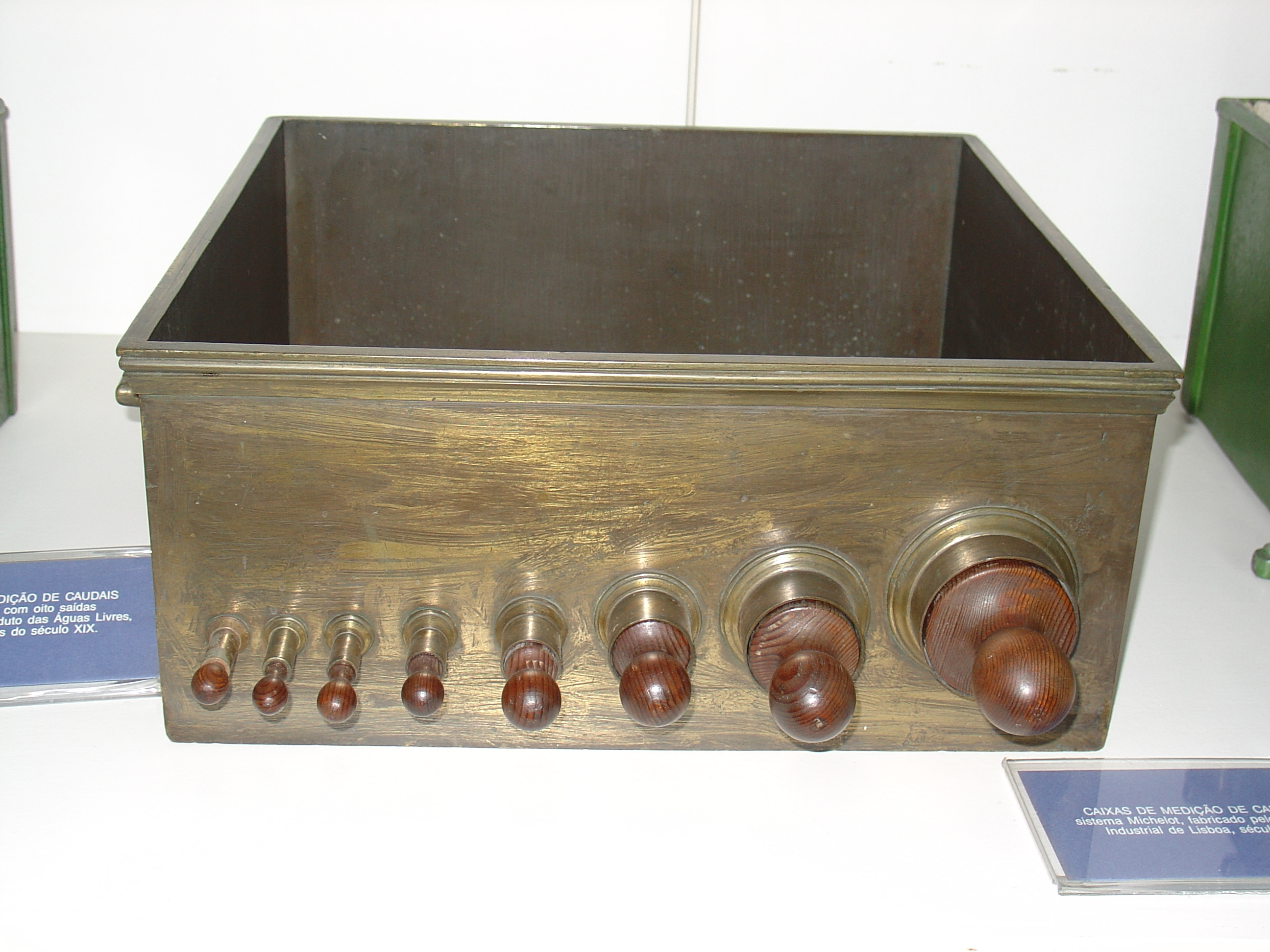
Caisse de mesure Michelot, un modèle ancien de compteur d'eau, permettant de mesurer le débit d'eau

Le QIX, ou « quantité instantanée maximale », est la valeur du débit instantané maximal d'un cours d'eau sur une période donnée.

## Types de calculs
Calculé pour différentes durées (2 ans, 5 ans, etc.), il permet d'apprécier statistiquement les risques rattachés à l'écoulement de l'eau en surface.
Le QIX est estimé en ayant recours à une loi statistique de Gumbel modulée par certains paramètres (x0 et Gradex).

## Les QIX les plus courants
- QIX 2 : « débit instantané maximal de crue biennale » ;
- QIX 5 : « débit instantané maximal de crue quinquennale » ;
- QIX 10 : « débit instantané maximal de crue décennale » ;
- QIX 20 : « débit instantané maximal de crue vicennale » ;
- QIX 50 : « débit instantané maximal de crue cinquantennale ».

Supposons qu'une rivière ait un QIX 2 de 14 m3/s et un QIX 20 de 23 m3/s. Cela signifie que :
- chaque année, une crue de l'ordre de 14 m3/s a une probabilité de un sur deux de se produire ;
- chaque année, une crue de 23 m3/s a une probabilité de un sur vingt de se produire.

Il est tout à fait possible que, par exemple, deux crues vicennales se produisent deux années consécutives, puis qu'il n'y en ait pas pendant 50 ans. Il s'agit d'une probabilité d’occurrence et non d'une moyenne d'apparition.